# Clongowes Wood College

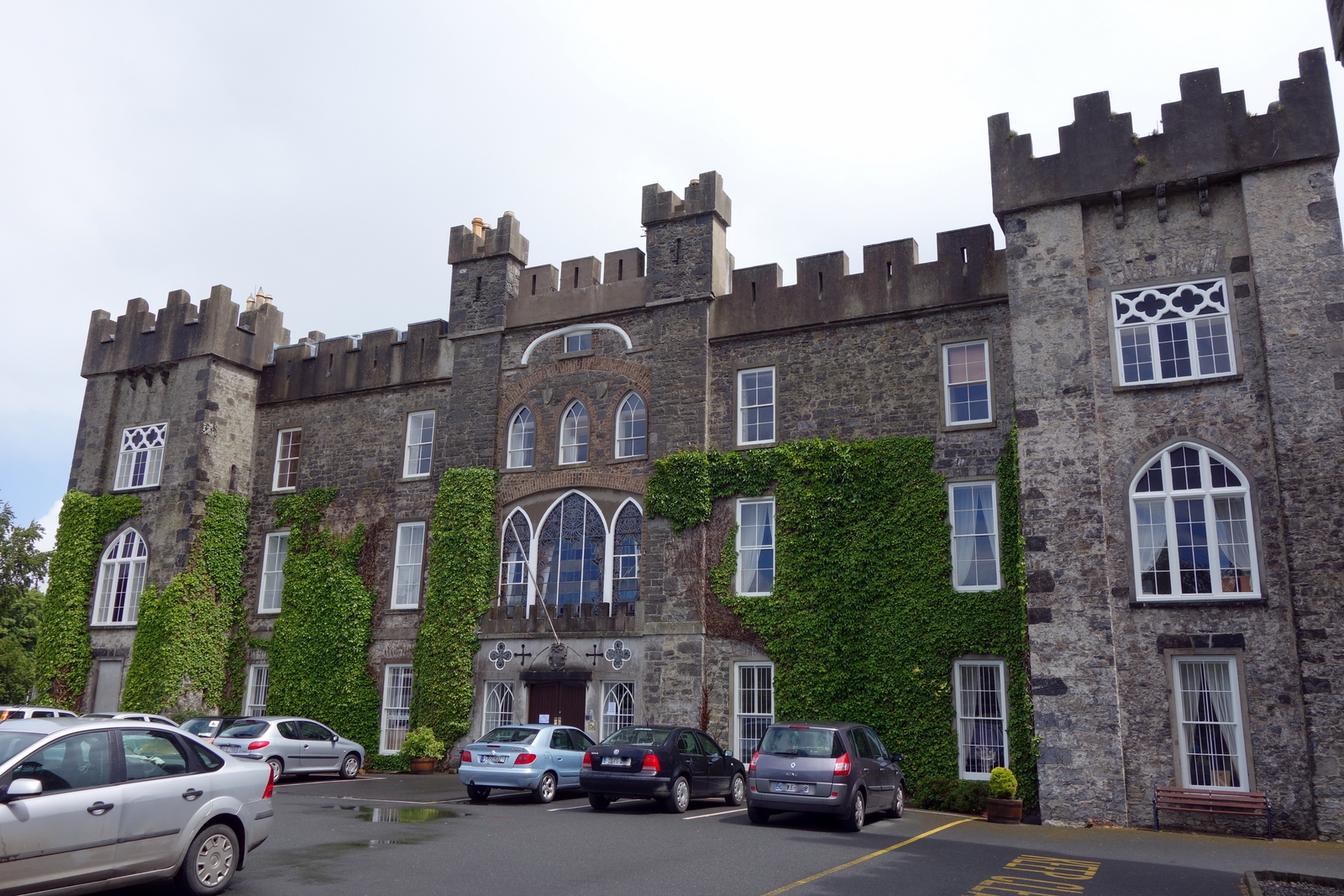
Clongowes Wood College - Kildare, Irlande.

Clongowes Wood College est un collège pour garçons situé en Irlande, dans le comté de Kildare. Fondé par les Jésuites en 1814, l'établissement est l'un des plus anciens collèges catholiques d'Irlande. Il a eu pour élève James Joyce, qui y étudia de 1888 à 1892 et ne put y rester plus longtemps en raison des frais de scolarité trop élevés.
Clongowes joue un rôle important dans Portrait de l'artiste en jeune homme et est mentionné dans Ulysse.
L'établissement accueille aujourd'hui environ 450 collégiens.

## Anciens élèves
- John Bruton
- Gordon D'Arcy
- Rob Kearney
- Paul McGuinness
- James Joyce
- Oliver St John Gogarty, écrivain, propriétaire de la « tour Gogarty » (dite « tour Joyce » ou encore « tour Martello ») à Sandycove (Dublin) et modèle du personnage de Buck Mulligan (en) dans Ulysse
- Thomas Francis Meagher
- Charles Joseph Alleyn
- Paddy Hopkirk
- Dan Sheehan